# Stenocereus chrysocarpus
Stenocereus chrysocarpus ist eine Pflanzenart aus der Gattung Stenocereus in der Familie der Kakteengewächse (Cactaceae). Das Artepitheton chrysocarpus leitet sich von den griechischen Worten chrysos für ‚gold‘ oder ‚karpos‘ sowie Frucht für ‚Blüte‘ ab und verweist auf die gelben Dornen, die die reifenden Früchte bedecken.

## Beschreibung
Stenocereus chrysocarpus wächst baumförmig mit zahlreichen kandelaberartig verzweigten Trieben und erreicht Wuchshöhen von 5 bis 9 Meter. Es wird ein deutlicher Stamm ausgebildet. Die 2 bis 5 Meter langen, grünen Triebe sind aufrecht, stehen nicht besonders eng zusammen und weisen Durchmesser von 10 bis 14 Zentimeter auf. Es sind sieben, selten acht, etwas bogige und nicht gekerbte Rippen vorhanden, die 3,5 bis 4 Zentimeter hoch sind. Die darauf befindlichen Areolen sind mit rötlichen bis schwärzlichen, filzigen Haaren besetzt. Die bis zu zwei gräulichen Mitteldornen, die auch fehlen können, sind abgebogen und in der Regel kürzer als die Randdornen. Die meist sieben weißlichen Randdornen sind steif, abstehend und 11 bis 15 Millimeter lang.
Die breit trichterförmigen, duftenden, weißen Blüten öffnen sich in der Nacht und bleiben bis in den nächsten Tag hinein geöffnet. Sie sind bis zu 10 Zentimeter lang und weisen Durchmesser von 8 Zentimeter auf. Die ellipsoiden, rötlich purpurfarbenen Früchte sind 6 Zentimeter lang und erreichen einen Durchmesser von 4 Zentimeter. Sie sind mit bis zu 70 gelben, borstenartigen, bis zu 2 Zentimeter langen Dornen besetzt, die bei Reife abfallen. Das Fruchtfleisch ist scharlachrot bis magentafarben.

## Verbreitung, Systematik und Gefährdung
Stenocereus chrysocarpus ist in den mexikanischen Bundesstaaten Michoacán und Guerrero im Einzugsgebiet des Río Balsas in laubabwerfenden Wäldern in Höhenlagen von 500 bis 700 Metern verbreitet.
Die Erstbeschreibung erfolgte 1972 durch Hernándo Sánchez-Mejorada. Nomenklatorische Synonyme sind Rathbunia chrysocarpa (Sánchez-Mej.) P.V.Heath (1992) und Glandulicereus chrysocarpus (Sánchez-Mej.) Guiggi (2012).
In der Roten Liste gefährdeter Arten der IUCN wird die Art als „Endangered (EN)“, d. h. als stark gefährdet geführt.

## Nachweise